# Hohe Warte (Gießen)
Die Hohe Warte ist eine 253 m ü. NHN hohe, bewaldete Anhöhe östlich von Gießen und westlich von Annerod.

## Geschichte und Nutzung
Sie war ab 1982 Standort der Patriot-Stellung Hohe Warte der US-Army. Nach der Aufgabe der Stellung 1991 wurde das Gebiet zum Naturschutzgebiet umgewandelt. Das Naturschutzgebiet „Hohe Warte bei Gießen“ (NSG 26) umfasst rund 168 ha Fläche.
Im September 2000 erfolgte jedoch wiederum die Genehmigung, einen Teil des Geländes mit einem Umfang von 66 ha als Truppenübungsplatz der US-Army zur Verfügung zu stellen.
Die Sanierung der US-amerikanischen Mülldeponie 2004 bis 2005 kostete die Bundesrepublik Deutschland mehrere Millionen Euro.

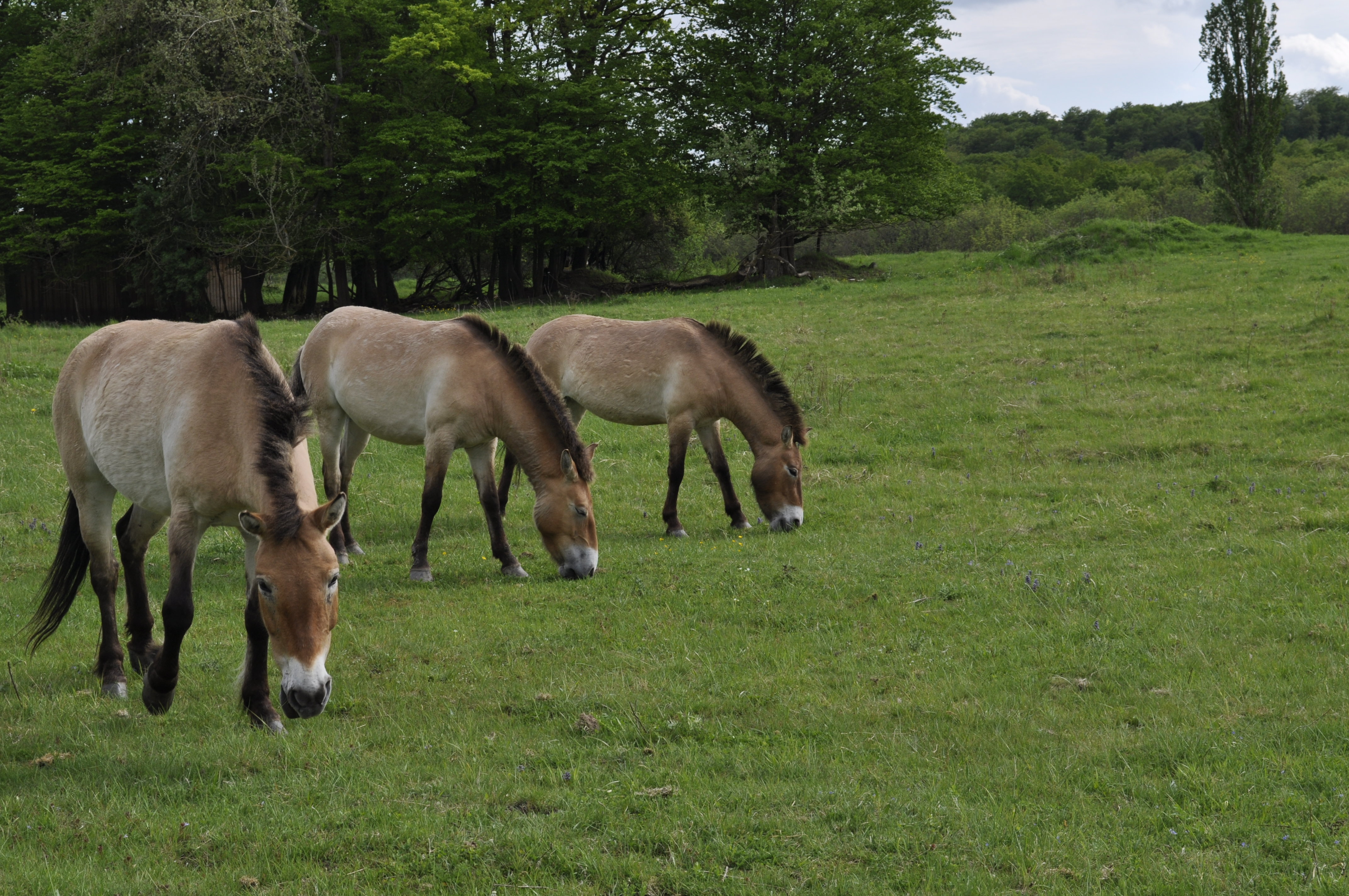
Przewalski-Pferde auf der Hohen Warte

Im Frühjahr 2012 wurde auf der Hohen Warte im Rahmen des Europäischen Erhaltungszuchtprogramms eine kleine Herde Przewalski-Pferde in einer Koppel angesiedelt, die dort auf ihre Auswilderung vorbereitet werden und gleichzeitig die Flora pflegen sollen.
Im Mai 2013 wurde nach vierwöchiger Bauzeit auf dem Areal ein 12,4 ha großer Solarpark mit 40.000 m² Kollektorfläche eröffnet. Die 5,5 Millionen Euro teure Anlage soll bis zu sechs Megawatt Strom liefern und wird von der SJC GmbH aus Niedernhall (Baden-Württemberg) betrieben.

## Benachbarte Jugendfußballgemeinschaft
Im August 2022 gründete sich eine Jugendspielgemeinschaft als Zusammenschluss der Jugendabteilungen von SV Annerod, SV Garbenteich und TV Hausen. Unter dem Motto „Fußball mit Freunden“ liegt ein Schwerpunkt auf dem Breitensport, kein Kind soll weggeschickt werden. Die JSG wählte als Namen den gemeinsamen geografischen Bezug JSG Hohe Warte und nahm die Przewalski-Pferde in ihr Logo auf.